# Obroatis humeralis
Obroatis humeralis är en fjärilsart som beskrevs av Walker 1858. Obroatis humeralis ingår i släktet Obroatis och familjen nattflyn. Inga underarter finns listade i Catalogue of Life.